# 柳之御所遺跡
柳之御所遺跡（やなぎのごしょいせき）は、岩手県西磐井郡平泉町にある平安時代末期の遺跡。『吾妻鏡』に記されている、奥州藤原氏の政庁・平泉館（ひらいずみのたち）跡と推定される。

## 遺跡の概要
柳之御所は、奥州藤原氏初代清衡が江刺郡豊田館（奥州市）から磐井郡平泉に移ってきて居館をかまえた所であり、3代秀衡が政庁・平泉館とするため再整備を行ったとされる。中尊寺の南東に位置し、柳之御所から北西方山上の金色堂を望むように造営された。
文治5年（1189年）、源頼朝の28万余の大軍に攻められた際に、藤原泰衡が自ら火を放ち炎上した。
柳之御所の名前は、伽羅御所の名前に対比して、後世に名づけられた。『吾妻鏡』には無量光院の北に館を構え平泉館と称したと記しており、柳之御所の名は無いが、JR平泉駅の北500メートルのところに柳之御所の字があるので、現在はこの字名をとって柳之御所と呼んでいる。
高館の南東、北上川西岸と猫間が淵に挟まれた標高約25メートルに立地し、発掘調査の結果、112,000平方メートルある一帯からは多くの掘立柱建物跡や、巨大な堀、橋、道、園池、屋敷群跡、10トン以上のかわらけ、中国産陶磁器、常滑産や渥美産の陶器、当時の烏帽子、国内初の発見となる磐前村印、将棋の駒などが出土している。これらの出土品は国の重要文化財「岩手県平泉遺跡群出土品」に指定されている。
現在は、遺跡面積約10ヘクタールのうち約5ヘクタールが柳之御所史跡公園として整備され、池、堀、道路などが復元されている。今後は建物も復元整備される予定である。

## 遺跡保存の経緯
柳之御所は奥州藤原氏の初代清衡、2代基衡の居館あるいは源義経の居所と伝承されてきた。平泉館跡は、北上川の水衝部にあたるため、長年に渡り侵食され、一時、遺跡は川によって流されたと思われていた。
同遺跡の発掘調査は、1969年（昭和44年）の平泉遺跡調査会（代表・藤島亥治郎東京大学名誉教授）による調査が始まり。その後1988年（昭和63年）に始まった6年間に及ぶ一関遊水地事業・平泉バイパス建設に伴う緊急発掘調査により、重要な発見が相次いだ。以来44回におよぶ調査の結果、中心年代が12世紀後半であり、特に3代秀衡の時期に重なることが判明した。 
こうした歴史的成果から保存の市民運動が起こり、その価値を重視した建設省（現国土交通省）も堤防・バイパスのルートを変更するという判断を下した。1997年（平成5年）には国の史跡「柳之御所・平泉遺跡群」に指定され、世界遺産登録運動が開始された。

## 世界遺産登録に向けた取り組み
2001年（平成13年）に世界遺産登録の前提となる暫定リストに「平泉-浄土思想を基調とする文化的景観」の一部として記載された。2008年（平成20年）の第32回世界遺産委員会の審議では、登録延期が決定した。
文化庁・岩手県では、ユネスコへの再度の申請を目指し、2011年（平成23年）5月に国際記念物遺跡会議が、平泉の世界遺産への登録を勧告したものの、柳之御所遺跡の除外が条件となったため、同年6月の第35回世界遺産委員会では、勧告通り柳之御所遺跡が除外される形で、「平泉―仏国土（浄土）を表す建築・庭園及び考古学的遺跡群―」として世界遺産への登録が決定した。
2012年（平成24年）、一関市の骨寺村荘園遺跡、奥州市の白鳥舘遺跡・長者ヶ原廃寺跡、平泉町の達谷窟と共に暫定リストに再び記載された。

## 景観問題
世界遺産登録の中核区域近辺に建設された平泉バイパスは世界遺産登録を意識し、柳之御所遺跡の景観を保護する観点から、バイパスを走行する車両が史跡公園から極力見えないように半地下化やルートの変更などを行った。それでも、北上川の流路を変更するような大規模開発は歴史的景観を変更することは避けられず、文化的景観の価値を損なったという懸念もある。

## 柳之御所・平泉遺跡群
次の遺跡とともに、国の史跡「柳之御所・平泉遺跡群」を構成する。
- 接待館遺跡
- 白鳥舘遺跡
- 長者ヶ原廃寺跡

## アクセス
- 東北自動車道平泉前沢I.C.から車で約10分
- 東日本旅客鉄道（JR東日本）平泉駅から徒歩約10分